# Trofeo Monchín Triana
El Trofeo Monchín Triana fue un premio que otorgaban anualmente los diarios españoles Marca y Arriba al futbolista de la liga española que hubiese destacado, a lo largo de su carrera, por su espíritu deportivo y por la fidelidad a los colores de su club. El premio recibía el nombre en honor a Ramón Triana, Monchín, futbolista internacional del Atlético de Madrid y del Real Madrid, que fue ejecutado durante la guerra civil española, en las matanzas de Paracuellos.
El Trofeo Monchín Triana fue creado en 1953, a la vez que otros reconocimientos como el Trofeo Pichichi o el Trofeo Patricio Arabolaza. El ganador era elegido al finalizar la temporada por un jurado de expertos, integrado mayoritariamente por dirigentes deportivos de la época. El premio Monchín Triana se entregró anualmente hasta 1968.
En consonancia con el premio, el Athletic Club decidió crear en 2015 el premio One Club Man Award, otorgado a aquellos futbolistas que han desarrollado la totalidad de su carrera deportiva en un mismo club, acreditando su fidelidad y compromiso al identificarse con los valores de la entidad que representa, haciéndolos suyos y defendiéndolos en todo momento.

## Palmarés
| Temporada | Jugador           | Equipo             |
| --------- | ----------------- | ------------------ |
| 1952-53   | Antonio Puchades  | Valencia CF        |
| 1953-54   | Estanislao Basora | FC Barcelona       |
| 1954-55   | Agustín Gaínza    | Athletic Club      |
| 1955-56   | Lesmes I          | Real Valladolid    |
| 1956-57   | Adrián Escudero   | Atlético de Madrid |
| 1957-58   | Pasieguito        | Valencia CF        |
| 1958-59   | Daniel Mañó       | Valencia CF        |
| 1959-60   | Ángel Paz         | Real Sociedad      |
| 1960-61   | Canito            | Athletic Club      |
| 1961-62   | Joan Segarra      | FC Barcelona       |
| 1962-63   | Pepe Ortiz        | Sporting de Gijón  |
| 1963-64   | Ferran Olivella   | FC Barcelona       |
| 1964-65   | José María Orúe   | Athletic Club      |
| 1965-66   | Paco Gento        | Real Madrid        |
| 1966-67   | Toni Cuervo       | Real Oviedo        |
| 1967-68   | Enrique Yarza     | Real Zaragoza      |